# Remixes 81–04
A Remixes 81–04 a Depeche Mode 2004-ben megjelent remix albuma. Daniel Miller független kiadójának a Mute Records-nak az EMI általi 2002-es felvásárlását követően ez az első Depeche Mode megjelenés. A sokak által jól ismert remixek mellett számos korábban még kiadatlan feldolgozás is helyet kapott az albumon. A Remixes 81–04 lemez három különböző kiadásban jelent meg. Az alap verzió egy dupla CD volt, azonban korlátozott példányban megjelent egy 3 CD-s széria is, mely az eredeti 2 CD mellett egy bónusz CD-vel egészült ki (főleg új remixekkel). Emellett ismert egy 1 CD-s változata is az albumnak, ami tulajdonképpen egy válogatás a három lemezről. A limitált szériás Remixes 81–04 kiadásával párhuzamosan útjára indítottak a rajongók számára egy speciális "titkos internetes oldalt" is, amelyhez csak a CD-kben fellelhető kulccsal lehet hozzáférni. Végül ugyanezen az oldalon Remixes 81–04: Rare Tracks címen közzétették a negyedik CD tartalmát digitális formátumban.

## Album tartalma

### Remixes 81–04 1. lemez
1. "Never Let Me Down Again [Split Mix]" – 9:31 (Depeche Mode & Dave Bascombe, 1987)
2. "Policy of Truth [Capitol Mix]" – 8:00 (François Kevorkian, 1990)
3. "Shout [Rio Remix]" – 7:29 (Depeche Mode & Daniel Miller, 1981)
4. "Home [Air "Around the Golf" Remix]" – 3:55 (Air, 1997)
5. "Strangelove [Blind Mix]" – 6:32 (Daniel Miller & Rico Conning, 1987)
6. "Rush [Spiritual Guidance Mix]" – 5:27 (Jack Dangers, 1993)
7. "I Feel You [Renegade Soundwave Afghan Surgery Mix]" – 4:57 (Renegade Soundwave, 1993)
8. "Barrel of a Gun [Underworld Hard Mix]" – 9:36 (Underworld, 1997)
9. "Route 66 [Beatmasters Mix]" – 6:18 (Beatmasters, 1987)
10. "Freelove [DJ Muggs Remix]" – 4:24 (DJ Muggs, 2001)
11. "I Feel Loved [Chamber's Remix]" – 6:17 (Chamber, 2001)
12. "Just Can't Get Enough [Schizo Mix]" – 6:45 (Depeche Mode & Daniel Miller, 1981)

### Remixes 81–04 2. lemez
1. "Personal Jesus [Pump Mix]" – 7:47 (François Kevorkian, 1989)
2. "World in My Eyes [Mode to Joy]" – 6:28 (Jon Marsh, 1990)
3. "Get the Balance Right! [Combination Mix]" – 7:56 (Depeche Mode, 1983)
4. "Everything Counts [Absolut Mix]" – 6:02 (Alan Moulder, 1989)
5. "Breathing in Fumes" – 6:05 (Depeche Mode, Daniel Miller & Gareth Jones, 1986)
6. "Painkiller [Kill the Pain – DJ Shadow vs. Depeche Mode]" – 6:29 (DJ Shadow, 1998)
7. "Useless [The Kruder + Dorfmeister Session™]" – 9:06 (Kruder & Dorfmeister, 1997)
8. "In Your Room [The Jeep Rock Mix]" – 6:19 (Johnny Dollar with Portishead, 1994)
9. "Dream On [Dave Clarke Acoustic Version]" – 4:23 (Dave Clarke, 2001)
10. "It's No Good [Speedy J Mix]" – 5:02 (Speedy J, 1997)
11. "Master and Servant [An ON-USound Science Fiction Dance Hall Classic]" – 4:35 (Adrian Sherwood, 1984)
12. "Enjoy The Silence [Timo Maas Extended Remix]" – 8:41 (Timo Maas, 2004)

### Remixes 81–04 3. lemez
1. "A Question of Lust [Flood Remix]" – 5:08 (Mark Ellis, 1986)
2. "Walking in My Shoes [Random Carpet Mix (Full Length)]" – 8:37 (William Orbit, 1993)
3. "Are People People?" – 4:28 (Adrian Sherwood, 1984)
4. "World in My Eyes [Daniel Miller Mix]" – 4:37 (Daniel Miller, 1990)
5. "I Feel Loved [Danny Tenaglia's Labor Of Love Dub (Edit)]" – 11:21 (Danny Tenaglia, 2001)
6. "It's No Good [Club 69 Future Mix]" – 8:50 (Club 69, 1997)
7. "Photographic [Rex the Dog Dubb Mix]" – 6:20 (Rex the Dog, 2004)
8. "Little 15 [Ulrich Schnauss Remix]" – 4:52 (Ulrich Schnauss, 2004)
9. "Nothing [Headcleanr Rock Mix]" – 3:30 (Headcleanr, 2004)
10. "Lie To Me ['The Pleasure Of Her Private Shame' Remix]" – 6:33 (LFO, 2004)
11. "Clean [Colder Version]" – 7:09 (Colder, 2004)
12. "Halo [Goldfrapp Remix]" – 4:22 (Goldfrapp, 2004)
13. "Enjoy the Silence [Reinterpreted]" – 3:32 (Mike Shinoda, 2004)

### Remixes 81–04: Rare Tracks
Digitálisan letölthető tartalom MP3 formátumban.
1. "Behind the Wheel / Route 66 [Megamix]" – 7:51 (Ivan Ivan, 1987)
2. "Dream On [Morel's Pink Noise Club Mix]" – 7:45 (Richard Morel, 2001)
3. "Master and Servant [U.S. Black and Blue Version]" – 8:04 (Joseph Watt, 1984)
4. "Nothing [Justin Strauss Mix]" – 7:05 (Justin Strauss, 1989)
5. "People Are People [Special Edition ON-USound Remix]" – 7:33 (Adrian Sherwood, 1984)
6. "Little 15 [Bogus Brothers Mix]" – 6:11 (Bogus Brothers, 2004)
7. "Freelove [Josh Wink Dub]" – 8:51 (Josh Wink, 2004)
8. "Personal Jesus [Kazan Cathedral Mix]" – 4:18 (François Kevorkian, 1989)
9. "But Not Tonight [Extended Remix]" – 5:15 (Robert Margouleff, 1986)
10. "But Not Tonight [Margouleff Dance Mix]" – 6:08 (Robert Margouleff, 2004)
11. "Freelove [Powder Productions Remix]" – 7:58 (Powder Productions, 2001)
12. "Slowblow [Mad Professor Mix]" – 5:25 (Mad Professor, 1997)
13. "Rush [Black Sun Mix]" – 6:02 (Coil, 1994)

## Szerzők
Valamennyi szám Martin Gore szerzeménye, kivéve a "Shout", "Just Can't Get Enough" and "Photographic" számokat, melyeket Vince Clarke írt.